# منطقة القوس الخلفي

قوس خلفي فوق منطقة الاندساس

منطقة القوس الخلفي (بالإنجليزية: back-arc region)، هي المنطقة الواقعة خلف القوس البركاني. في الأقواس البركانية الجزرية، تتكون من أحواض قوسية خلفية من القشرة المحيطية مع أعماق سحيقة، والتي يمكن فصلها بواسطة منطقة القوس الخلفي، على غرار أقواس الجزيرة. في الأقواس القارية، تعد منطقة القوس الخلفي جزءًا من منصة قارية، إما أرض جافة (شبه تحت الأرض) أو تشكل أحواض بحرية ضحلة.

## التكوين
تشوه القوس الخلفي هو نتاج الاندساس عند حدود الصفائح التكتونية المتقاربة. يبدأ ويتطور خلف القوس البركاني على اللوحة المهيمنة لمنطقة الاندساس. تنتج الضغوط المسؤولة عن تشوه منطقة الاندساس في هذه المنطقة عن مجموعة من العمليات. تساهم الحركة المطلقة للصفيحة العلوية عندما تتحرك باتجاه الخندق أو بعيدًا عنه في حدوث تشوه قوي في منطقة القوس الخلفي. نظرًا لأن البلاطة السفلية مثبتة جزئيًا في الطبقات اللزجة من الوشاح، وبالتالي فإن حركتها الجانبية أبطأ بصورة ملحوظة من الصفيحة السطحية، فإن أي حركة للصفيحة سوف تتسبب في إجهاد إضافي أو ضغط في منطقة القوس الخلفي اعتمادًا على اتجاه الحركة. بالإضافة إلى ذلك، يسبب الحمل الحراري في الوشاح العلوي الناتج عن الحركة السفلية للبلاطة المتدلية الضغط في الصفيحة العليا وتدفق الحرارة العالي الذي يميز الأقواس الخلفية. يؤدي تأثير سحب البلاطة أثناء نزولها إلى الوشاح إلى حركة ارتداد للخندق، والذي يطبق أيضًا الضغط على منطقة القوس الخلفي للصفيحة العلوية. ومع ذلك، فإن هذه العملية الأخيرة لها تأثير أقل على التشوه مقارنة بحركة الصفيحة العلوية.
يمكن أن تتكون الأقواس الخلفية إما على القشرة المحيطية أو القشرة القارية. في حالة القشرة المحيطية، تتعرض معظم مناطق القوس الخلفي لضغوط ثلاثية الأبعاد وبالتالي تطور مركز انتشار حيث تتكون قشرة محيطية جديدة.

## تمديد القوس الخلفي مقابل الضغط
قد يكون تشوه القوس الخلفي إما توسعيًا أو انضغاطيًا. سوف تقصر الصفيحة السائدة عندما يتم توجيه حركتها نحو الخندق، مما ينتج عنه ضغط في منطقة القوس الخلفي. يرتبط هذا النوع من التشوه بالبلاطة المغمورة الضحلة. وعلى النقيض، ستؤدي صفيحة سائدة تتحرك بعيدًا عن الخندق إلى التمديد، ويتشكل حوض القوس الخلفي. ويرتبط هذا التشوه الإضافي بغطسة شديدة الانحدار.
يمكن العثور على الحالات القصوى لهذين النوعين من تشوه القوس الخلفي في تشيلي وفي قوس ماريانا. يتسبب الانحدار الضحل للصفيحة المغمورة تحت تشيلي بزاوية حوالي 10-15 درجة في حدوث ضغط على منطقة القوس الخلفي خلف جبال الأنديز. من ناحية أخرى، فإن البلاطة التي تنزل إلى الوشاح في منطقة الاندساس في ماريانا شديدة الانحدار بحيث تكون عمودية تقريبًا. هذا هو المثال المثالي لحوض القوس الخلفي المحيطي الذي يعاني من قوى موسعة.